# Gosho (Nichiren Daishonin)
La palabra Gosho (del japonés go: honorable, sho: escritos) hace referencia a cada uno de los escritos de Nichiren, monje budista japonés del siglo XIII, así como también al conjunto de estos trabajos.
En un sentido más general, en Japón se utiliza el término gosho para referirse a ciertos libros y escritos generalmente asociados a los fundadores de algunas escuelas budistas.

## Clasificación
Los escritos de Nichiren se pueden agrupar dentro de cuatro grupos:
- Tratados doctrinales
- Documentos de protesta contra las autoridades
- Cartas de aliento, orientación o de respuesta a sus seguidores
- Registros escritos de enseñanzas orales

## Algunos goshos
- Carta a Gijo-Bo
- El exilio a Izu
- El general Tigre de Piedra
- El logro de la budeidad en esta existencia
- El objeto de veneración para observar la vida...
- El sabor invariable de la sal
- El sabor salado universal
- La dificultad de mantener la fe
- La estrategia del Sutra de Loto
- La felicidad en este mundo
- La herencia de la ley suprema de la vida
- La ley causal de la vida
- La persecución de Tatsunokuchi
- La persona y la Ley
- La única frase esencial
- Las bases para manifestar la Budeidad
- Los deseos mundanos son la iluminación
- Respuesta a Kyo'o
- Sobre la Torre de los Tesoros
- Un navío para cruzar el mar del sufrimiento
- Sobre como lograr el estado de buda